# Godło Tokelau

Godło Tokelau

Godło General Fono (zgromadzenia Narodowego) Tokelau

Godło Tokelau – przedstawia drewniane pudło na ryby, Tuluma, charakterystyczne dla tego regionu. Na pudle widać krzyż chrześcijański, nawiązuje to do silnej tradycji chrześcijańskiej w tym regionie. Inskrypcja pod godłem brzmi Tokelau Mo Te Atua co oznacza Tokelau dla Boga.

## Historia
Godło zostało przyjęte w tym samym czasie co flaga, 7 września 2009 roku, do tego czasu państwo posługiwało się flagą i godłem Nowej Zelandii.
Cztery lata później, 7 października 2013 roku główne zgromadzenie (General Fono) otrzymało własne godło, nad obecnym godłem dodano koronę. Oficjalne przekazanie nastąpiło w Government House Wellington w obecności Gubernatora Generalnego, wszystko odbyło się za zgodą i przyzwoleniem królowej, Elżbiety II. Godło zostało zaprojektowane przez College of Arms.